# George William Ross

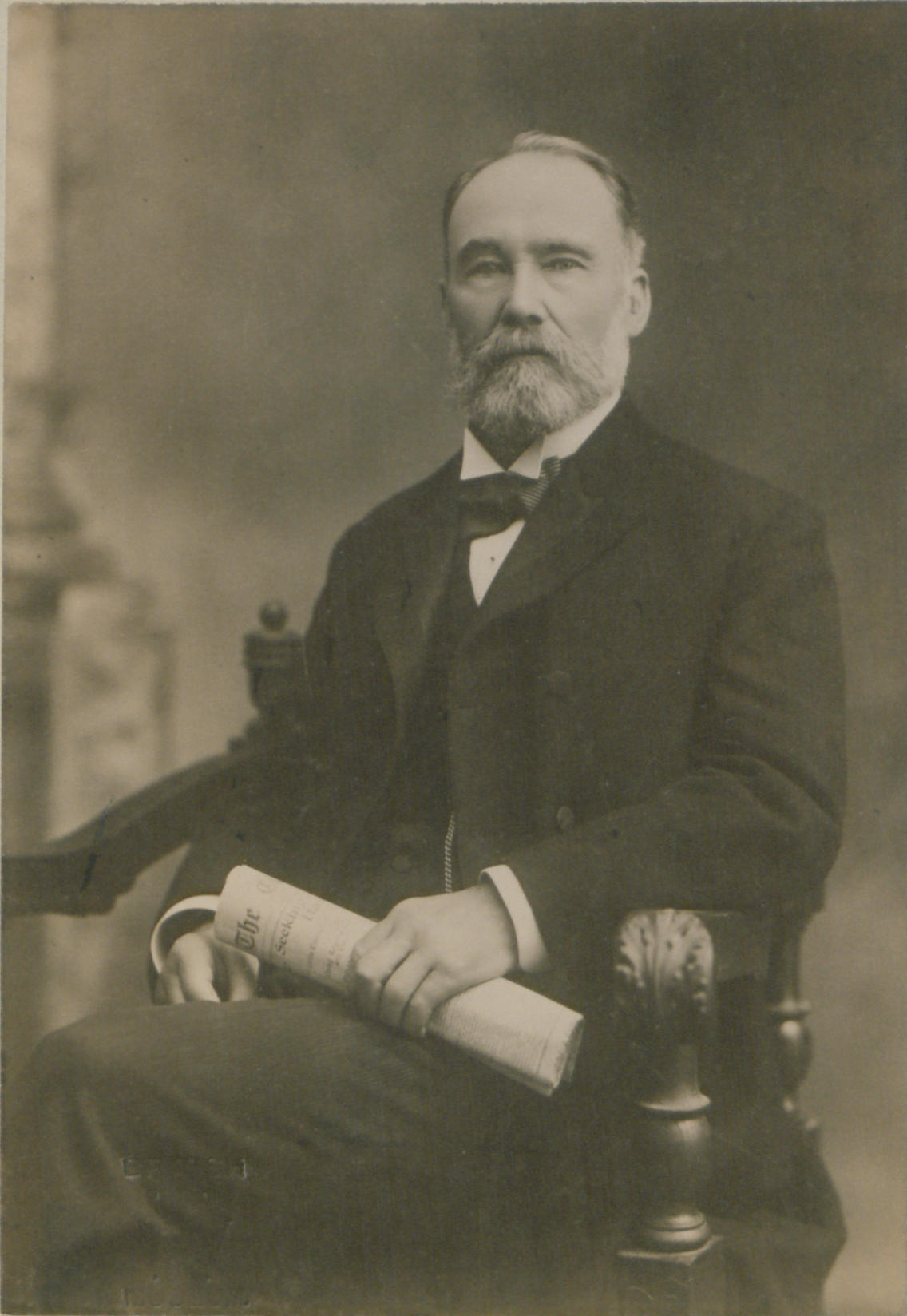
George William Ross

Sir George William Ross (* 18. September 1841 in Nairn, Middlesex County, Oberkanada; † 7. März 1914 in Toronto, Ontario) war ein kanadischer Politiker (Liberale Partei Kanadas). Er war von 1872 bis 1883 Abgeordneter des Unterhauses, danach bis 1908 Abgeordneter der Legislativversammlung von Ontario. Fast 16 Jahre lang war er Bildungsminister Ontarios. Vom 20. Oktober 1899 bis zum 8. Februar 1905 regierte er die Provinz Ontario als Premierminister. Schließlich amtierte er ab 1907 als Senator.

## Biografie

### Beruf und Bundespolitik
Ross war eines von acht Kindern eines aus Schottland eingewanderten Landwirts. Im Alter von 16 Jahren begann er in der örtlichen Schule zu unterrichten. 1867 kaufte er die Zeitung Strathroy Age und versuchte sich als Verleger. Doch er war nicht erfolgreich, ebenso 1869 beim Seaforth Expositor. Nach einer Weiterbildung war er ab 1871 als Schulinspektor tätig. Ross begann nebenbei auch Recht zu studieren und erwarb 1883 im Albert College in Belleville den Bachelor of Laws. Von 1876 bis 1880 gehörte er den obersten Schulaufsichtsbehörde des Bildungsministeriums von Ontario an.
Ross trat ohne Erfolg zur ersten Unterhauswahl 1867 an. Fünf Jahre später war er erfolgreich und wurde bei der Unterhauswahl 1872 mit 56 Stimmen Vorsprung zum Abgeordneten des Wahlkreises Middlesex West gewählt. Im Parlament in Ottawa war Ross ein unauffälliger Hinterbänkler. Zweimal gelang ihm mit jeweils geringem Vorsprung die Wiederwahl. Das Ergebnis der Unterhauswahl 1882 in seinem Wahlkreis wurde angefochten und aufgehoben (er hatte mit 54 Stimmen Vorsprung gewonnen). Anstatt im Dezember 1883 zur notwendig gewordenen Nachwahl anzutreten, legte er sein Mandat nieder.

### Bildungsminister in Ontario
Der Grund für seinen Verzicht war der Wechsel in die Provinzpolitik. Oliver Mowat, Premierminister von Ontario, hatte Ross im November 1883 zum Bildungsminister ernannt. Nach einer erfolgreichen Nachwahl einen Monat später vertrat er den Wahlkreis Middlesex West in der Legislativversammlung von Ontario. Ross leitete eine Reform des Bildungswesens, mit welcher der Zugang zu höheren Bildungseinrichtungen erleichtert wurde. Er betreute den Bau von über 300 Bibliotheken, weitete das Kindergarten-System aus und schuf eine Pädagogische Hochschule für die Ausbildung von Rektoren und Schulinspektoren. Unter seiner Führung wurden die Universitäten erweitert und verschiedene kleine Hochschulen schlossen sich mit der University of Toronto zusammen.
Die konservative Opposition protestierte gegen Ross’ Unterstützung eines konfessionell getrennten katholischen Schulsystems. Die Katholiken wiederum setzten sich dafür ein, dass sie dieselben Hochschulen und sonstige Bildungseinrichtungen erhielten, wie sie die Protestanten bereits besaßen. Als Reaktion auf diese Forderungen gründeten Mitglieder des Oranier-Orden in den 1890er Jahren die Protestant Protective Association. Diese Vereinigung strebte erfolglos danach, die Ausdehnung der Rechte der Katholiken einzudämmen und sie vom öffentlichen Leben in der Provinz auszuschließen. Ross lehnte wiederholt auch Forderungen ab, den Unterricht in französischer Sprache einzustellen. Gleichwohl wurde er bei den Wahlen von 1886, 1890, 1894 und 1898 jeweils wiedergewählt.

### Premierminister und Senator
Nachdem Oliver Mowat 1896 Senator geworden war, hatte Arthur Sturgis Hardy dessen Amt übernommen und Ross als Bildungsminister bestätigt. Hardy trat am 20. Oktober 1898 aus gesundheitlichen Gründen zurück. Als amtsältestes Kabinettsmitglied trat Ross dessen Nachfolge als Regierungschef an und übernahm auch das Amt des Schatzmeisters. Die Ontario Liberal Party wählte ihn zum neuen Vorsitzenden. Ein Jahr zuvor waren die Grenzen der Provinz nach Norden verschoben worden. Ross ordnete eine umfassende Vermessung des weitläufigen Gebiets an und förderte die Einwanderung. Zur Erschließung des Nordens wurde 1902 die staatliche Bahngesellschaft Temiskaming and Northern Ontario Railway gegründet, Bergbau- und Holzverarbeitungsunternehmen erhielten Subventionen für Neuerschließungen.
Die liberale Regierung schien nach fast drei Jahrzehnten an der Macht verbraucht, auch Ross konnte den allmählichen Niedergang nicht aufhalten. Bei der Wahl im Februar 1902 erhielten die Liberalen nur zwei Sitze mehr als die Konservativen. Dies war zu wenig, um auf Dauer eine stabile Regierung aufrechtzuerhalten. Ross war ein Anhänger der Abstinenzbewegung und wollte in Ontario die Prohibition einführen. Ein entsprechendes Gesetz wurde jedoch im Dezember 1902 bei einer Volksabstimmung knapp abgelehnt. Im März 1903 wurde bekannt, dass bei der Wahl ein Jahr zuvor in verschiedenen Wahlkreisen Stimmen gekauft worden waren. Ross hatte von diesen Vorgängen keine Kenntnis, der Skandal schädigte aber dennoch seinen Ruf.
Die Wahl am 25. Januar 1905 endete mit einem deutlichen Sieg der Konservativen. Ross übertrug am 8. Februar die Regierungsverantwortung an James Whitney und war danach Oppositionsführer in der Legislativversammlung. Der kanadische Premierminister Wilfrid Laurier ernannte ihm im Januar 1907 zum Senator. Ab Januar 1912 führte er die Oppositionsfraktion im Senat an. Er blieb bis zu seinem Tod in diesem Amt.